# Les Vignes de Sainte-Colombe
 (juillet 2018).
Si vous disposez d'ouvrages ou d'articles de référence ou si vous connaissez des sites web de qualité traitant du thème abordé ici, merci de compléter l'article en donnant les références utiles à sa vérifiabilité et en les liant à la section « Notes et références ».
Les Vignes de Sainte-Colombe est un roman de Christian Signol publié en 1996.

## Résumé
En 1870 dans l'Aude, Léonce, 18 ans, est le fils de Charles, vigneron. Lors des vendanges, Mélanie a Séverin. Charles meurt en 1872. Léonce lui succède et embauche Cyprien, mari de Mélanie, comme régisseur. Dès 1878 Léonce, arrache des vignes touchées par le phylloxéra et plante des porte-greffes. Il épouse Victorine en 1880. En 1886, le mildiou frappe aussi. Charlotte prête à son frère, Léonce, contre la cession de la moitié de ses vignes. Léonce devient invalide en 1902. Son fils, Arthémon, lui succède dans le labeur. Léonce se suicide en 1905 car le vin ne se vend plus. En 1906 Charlotte quitte son mari Louis et gage des vignes pour payer ses impôts. Cyprien meurt en 1907 dans une manifestation de vignerons et Séverin le remplace. Moult conseils municipaux démissionnent et Clemenceau envoie l'armée. La viticulture recommence après la guerre. Louis revient avec Charlotte.